# Mesobuthus thersites
Espèce
Synonymes
- Androctonus thersites C. L. Koch, 1839
- Buthus eupeus mongolicus Birula, 1911

Mesobuthus thersites est une espèce de scorpions de la famille des Buthidae.

## Distribution
Cette espèce se rencontre au Kazakhstan, au Kirghizistan, en Mongolie et en Chine,.

## Description
Le mâle décrit par Kovařík, Fet, Gantenbein, Graham, Yağmur, Šťáhlavský, Poverenni et Nouvruzov en 2022 mesure 38,23 mm et la femelle 46,41 mm.

## Systématique et taxinomie
Cette espèce a été décrite sous le protonyme Androctonus thersites par C. L. Koch en 1839. Elle est considérée comme une sous-espèce de Buthus eupeus par Kraepelin en 1899. Elle suit son espèce dans le genre Mesobuthus en 1950. Elle est élevée au rang d'espèce par Kovařík en 2019.
Buthus eupeus mongolicus a été placée en synonymie par Kovařík, Fet, Gantenbein, Graham, Yağmur, Šťáhlavský, Poverenni et Nouvruzov en 2022.

## Publication originale
- C. L. Koch, 1839 : Die Arachniden. Nürnberg, vol. 6, p. 1-156 (texte intégral).